# Bernard Groethuysen
Bernard Groethuysen (9 de septiembre de 1880 en Berlín-17 de septiembre de 1946 en Luxemburgo) fue un ensayista y filósofo alemán, y luego francés por los avatares políticos, que trabajó en la frontera entre la historia y la sociología intelectuales.

## Trayectoria
Nacido en Berlín, estudió en Viena, Múnich y Berlín. Fue un alumno destacado de Gomperz o de historiadores de las ideas de la talla de Georg Simmel y Wilhelm Dilthey así como del historiador del arte Heinrich Wölfflin. Enseñó en la Universidad Humboldt de Berlín desde 1906. 
Groethuysen protestó vivamente contra el auge del nazismo en 1932, y se instaló por ello en Francia. Su vida intelectual se unió entonces a la francesa, siempre con un espíritu europeo muy marcado. Solidario con los judíos perseguidos, pidió que todos los intelectuales del mundo se uniesen en su apoyo. 
Significativamente, Groethuysen escribió sobre el cosmopolitismo ilustrado francés: La formación de la conciencia burguesa en Francia durante el siglo XVIII (una de las obras maestras de lo que iba de siglo, según José Gaos), y su continuación,  póstuma, Filosofía de la Revolución francesa, con un repaso de todos los 'philosophes' del siglo XVIII y de su acción ideológica y social.
Sus trabajos son propios de la sociología y la historia de las mentalidades, así como de la interpretación del mundo en diversas etapas de la historia moderna, con Dilthey. Fue un destacado representante del movimiento diltheyano (con Misch, Wach y Spranger). Su filosofía preanuncia el existencialismo; de hecho, su Antropología filosófica, 1931, se inicia con un renovado "conócete a ti mismo".
Entre guerras, Groethuysen fue el autor que hizo conocer en Francia a Franz Kafka y toda la sociología alemana. Escribió además el prólogo para la versión francesa de El proceso de Kafka (1946). Fue el traductor de las novelas de Goethe, para la editorial Gallimard. 
Murió de cáncer, en Luxemburgo, en septiembre de 1946, suscitando el mayor respeto de sus contemporáneos: Jean Wahl, Pierre Jean Jouve o sus amigos André Gide y André Malraux.
El crítico Jean Paulhan escribió un texto singular sobre su figura, Mort de Groethuysen à Luxembourg. Y cincuenta años después se recordó de nuevo en la prensa su valía.

## Obras
- Introduction à la pensée philosophique allemande depuis Nietzsche, París, Stock, 1926, 127 p.
- Origines de l'esprit bourgeois en France. I. L'Eglise et la bourgeoisie,[5] París, Gallimard, 1927. Tr.: La formación de la conciencia burguesa en Francia durante el siglo XVIII, Fondo de Cultura Económica de España, 1981. ISBN 978-84-375-0212-0
- Mythes et portraits, prefacio de Jean Paulhan, París, Gallimard, 1947. Luego aumentado, Mythes et portraits. Autres portraits, Gallimard, 1995.
- Rousseau, París, Gallimard, 1949.
- Anthropologie philosophique, París, Gallimard, 1953 (retocada de la ed. alemana de 1931: Philosophische Anthropologie). Tr.: Antropología filosófica, Losada, 1951.
- Philosophie de la Révolution française, París, Gallimard, 1956, preparado por Alix Guillain sobre sus notas al tomo II de los Origines de l'esprit bourgeois en France. Publicado luego con Montesquieu, en Gallimard, 1982.
- Philosophie et histoire, editado por Bernard Dandois, París, Albin Michel, 1995.

Artículos destacados de Groethuysen:
- «A.D. Gurewitsch», Hermès, 2ª, n° I, 1936, p. 93.
- «Avant-propos» a Maître Eckhart, Hermès, 2ª, n° IV, julio de 1937, p. 5-6.
- «Charles de Bovelles», Mesures, 6, n° I, 15 de enero de 1940, p. 61-73.
- Bernard Groethuysen, «Montesquieu et l'art de rendre les Hommes libres», Fontaine, n° 56, noviembre de 1946, pp. 505-519.
- «La pensée de Diderot», La Grande Revue, Paris , n° 82 (1913), p. 322-341